# Pi Persei
Pi Persei (Gorgonea Secunda, 22 Persei) é uma estrela na direção da constelação de Perseus. Possui uma ascensão reta de 02h 58m 45.65s e uma declinação de +39° 39′ 46.2″. Sua magnitude aparente é igual a 4.68. Considerando sua distância de 325 anos-luz em relação à Terra, sua magnitude absoluta é igual a 0.78. Pertence à classe espectral A2Vn.